# ケイデンシー

ケイデンシーで使われるブリジュア（赤色の各マーク）。左の列は、イングランド及びカナダの紋章で男子に使われるケイデンシー・マークを示す。右の列は、カナダの紋章で女子に使われるケイデンシー・マークを示す。

ケイデンシー（英: Cadency、仏: Brisure）は、紋章学において、家族の各人が所有している類似した紋章を識別する何らかの組織的な方法である。ケイデンシーは、所定のデザインの紋章がある時点で唯一の人物（場合によっては、男性1名）によってのみ所有され、たとえ親子であっても同一の紋章を所有することはできないという紋章学上の鉄則のために必要とされ考案されたものである。紋章のデザインは代々継承されるため、家族の者の紋章は通常、その最年長の存命の家族、つまり現当主により用いられている「プレイン・コート」と呼ばれる紋章と類似している。家族の紋章はケイデンシー・マーク（マーク・オブ・ケイデンシー）又はブリジュアと呼ばれる小さなしるしを加えることによって作られる。これらは一般的なチャージと類似しているが、より小さい。ケイデンシー・マークはしばしば for difference と記述され、ティンクチャーの原則から通常除外されている。

## ケイデンシーのシステム
紋章制度の初期には、紋章の唯一性は、ティンクチャーの変更とオーディナリーの追加を含む多種多様な方法で得ていた。変化の実例については、カペー朝の紋章集及びプランタジネット朝の紋章集を参照。
システマティックなケイデンシーの施策は後にイングランドとスコットランドで考案され展開されたが、イングランドではそれらが任意であり、必ずしも守られなかった一方で、スコットランドではそれらは紋章登録のプロセスを通じて実施された。

### イングランド
イングランドでは通常、紋章は出生時から所有する財産であり、これが適切にケイデンシーを使用する必要性であり主題である。言い換えると、紋章が受け継がれる前に前世代の死を待つ必要はないということである。
イングランドのケイデンシーのシステムは、次のケイデンシー・マークをプレイン・コートへ追加することを要件とする。なお、七男から九男までは後に追加されたもので、1572年に出版された『ボスウェルの紋章研究 (J. Bossewell, Works of Armorie)』で初めて紹介されたときには六男までであった。
1. 長男は、3ポイントのレイブル（3つの垂れを持つ横帯）。このレイブルは父の死に際して取り除かれ、長男はディファレンスされていないプレイン・コートを相続する[3]。
2. 次男は、クレセント（紋章学で従前通り弧が下）
3. 三男は、マレット（5つの先端がある星）
4. 四男は、マートレット（鳥のチャージの一種）
5. 五男は、アニューレット（円環）
6. 六男は、フラ・ダ・リ
7. 七男は、ローズ（バラ）
8. 八男は、クロス・モーリン
9. 九男は、ダブル・クォーターフォイル（オクトフォイル[4]）

長男のレイブルは家督の相続とともに取り除かれるが、その他の男子のケイデンシー・マークはそのまま残され、分家初代の紋章となる。
女子は特別なケイデンシー・マークを持たず、彼女らの父の紋章をロズンジの上に示して用いる。これは、イングランドの紋章学では女性の紋章は唯一無二である必要がないためである。
長男の長男は、5ポイントのレイブルを用いる。他の孫は、彼らの父のケイデンシー・マークを彼ら自身に関連したケイデンシー・マークと結合する。一見合理的で明快なシステムのように思えるが、2、3世代の短い間でも叔父と甥（例えば、現当主の次男と次期当主たる長男の次男）が同じケイデンシー・マークを持つことによる混乱や、次男の3人目の息子の、更に5人目の息子を示す場合のようにケイデンシー・マークが蓄積していくことによる複雑さを招いてしまう。もともとケイデンシー・マークは紋章の邪魔にならないところに小さく付け加えることになっているため、2つ以上重ねられたケイデンシー・マークは識別性も悪くなっていく。このような問題のため、実用上は4世代程度で破綻してしまう。実際、イングランドでケイデンシー・マークはそれほど広く使われているわけではなく、使われている場合であっても紋章に1つまでに留まり、最高でも2つのケイデンシー・マークを見ることも珍しいのが実情である。イギリス及びエールの紋章鑑にある約3万の紋章の中で、3代目を示す2つのケイデンシー・マークがつけられているのはジェラルド・パーセル・フィッツジェラルド (Gerald Pursell-FitzGerald) の紋章だけ、というほど稀なものである。
紋章学に関する教科書は常に上に述べたようなイングランドのケイデンシーのシステムについて同意するが、古い蔵書票、教会の記念碑、銀貨などの上でであるにせよ大部分の紋章の例はまったくケイデンシー・マークを無視している。オズワルド・バロン (Oswald Barron) は、1911年版のブリタニカ百科事典にある紋章学に関する記事において、書物の規則に従ってケイデンシー・マークを示しているのを見ることもあるが、バロン自身の時代のずっと前にこの習慣は無視され、上流階級の家系で最も遠い親類がその家長の紋章全体を示していた、とも述べていた。
さらに、ケイデンシー・マークは、イングランド、ウェールズと以前はアイルランドの紋章を管理する権限を持つ紋章院によって強くは推奨されない。例えば、紋章院のウェブサイトでは、一部の伝統を重んじる学者によって提案される「一男一紋章 (one man one coat)」主義における主張からは距離を置き、その者の出生の順序にかかわりなく、男子の紋章は、紋章所有者のすべての嫡出子に等しく渡るとしている。また、1500年ごろにガーター・キング・オブ・アームズのジョン・ライセ (John Writhe) によって考案されたシステムでは、小さなシンボルが対照的なティンクチャーでシールドに描かれるケイデンシー・マークが兄弟の紋章を特定するのに用いられることがある、と述べるにとどまり、そのようなマークが必ず使われなければならないとまでは述べていない。
紋章学協会 (Heraldry Society) の会報で発表された2007年12月のニュースレターでは、ガーター・キング・オブ・アームズのピーター・グウィンジョーンズ (Peter Gwynn-Jones) は、ケイデンシー・マークが厳格に実施されなければならないという提案を明確に拒絶した。彼は、特定の家系の異なった分家を選び出す必要がない限りケイデンシーのシステムをこれまで支持してこなかったという経験を踏まえ、すべての世代にケイデンシー・マークを使うことで幾重にも積み重ねられた判読できないマークが生み出されることになる事態を望まず、ケイデンシー・マークは控えめに使われなければならないという見方を固守する、と述べた。また、同時に発表された2つ目のレターでは、強制は21世紀の紋章学にはそぐわない方法であるとし、イングランドとウェールズにおける分家が、彼らがそうすることを望むもしもの場合のみ、控えめにケイデンシー・マークを使うことを求めた。

### スコットランド
スコットランドでは、あらゆる男性の紋章使用者は、個人の変化がなければならず、彼らの家族におけるその人の位置にふさわしいものでなければならず、なおかつロード・ライアン（スコットランドにおける紋章の権威）に承認されなければならないという点でケイデンシーのシステムが大きく異なる。これは、彼らが彼らの位置をスコットランドの紋章機関に提出したならば、スコットランドの国内では、偶然であったとしても、決して2人の男性が同時に同じ紋章を所有することができないことを意味する。これ程にまで、紋章法（ロウ・オブ・アームズ）は、イングランドよりもスコットランドにおいて厳しいものとなっている。
スコットランドは、イングランドのように、長男には3ポイントのレイブル、長男の長男には5ポイントのレイブルを用い、そのレイブルはプレイン・コートの所有者たる当主が死亡し、長男が家督を相続した際に取り除かれる。しかし、スコットランドではイングランドと異なり、たとえプレイン・コートの所有者の息子でないとしても、例えば、それが彼の甥であるとしても、次位男子相続人によってレイブルがプレイン・コートに置かれることがある。

スコットランドの紋章学におけるディファレンシング・システム

直系相続人以外の、つまり長男以外の男子のために、スコットランドのケイデンシーは複雑で用途が広いシステムを採用しており、各世代で異なる種類の変更を適用する。最初に、ボーデュアが各々の兄弟のために異なるティンクチャーで加えられる。以降の世代では、ボーデュアが分割されて2つのティンクチャーで塗り分けられたり、ボーデュアの境界線、又は、元の紋章のオーディナリーの境界線が直線からインデンテッド、エングレイルド又はインヴェクテッドなどに変えられたり、小さなチャージが加えられたりする。これらのバリエーションは、系図を明らかに表すことを可能にする。
スコットランドの氏族のシステムがあるため、定められた姓の保持者1人だけがプレイン・コートを所有することができる。同じ姓をもつ他の紋章を使用する資格のある者は、（実際の親類関係が確立されることができないならば、）彼らの紋章は上記のケイデンシーのシステム以外の方法でディファレンスされなければならないものの、同じプレイン・コートから派生した紋章を持つ。これは大郷士の姓は通常無関係であるイギリスのシステムとはまったく異なっている。

### カナダ
カナダのケイデンシーは、一般にイングランドのシステムに従う。しかし、カナダの紋章学では所有者の性に関係なく紋章は唯一でなければならないため、カナダに独特の女子のための一連のケイデンシー・マークを開発した。
1. 長女は、ハート
2. 次女は、アーミン・スポット
3. 三女は、スノーフレーク（雪片）
4. 四女は、フィア・ツウィグ（モミの小枝）
5. 五女は、チェス・ルーク
6. 六女は、エスキャロップ（ホタテガイの貝殻）
7. 七女は、ハープ
8. 八女は、バックル
9. 九女は、クラリコード

### イギリス王室
|                           |                      |                         |                     |                |                    |
| 女王                      |                      |                         |                     |                |                    |
|                           |                      |                         |                     |                |                    |
| ウェールズ公 チャールズ   | ウィリアム王子       | ヘンリー王子            | ヨーク公 アンドルー | ベアトリス王女 | ユージェニー王女   |
|                           |                      |                         |                     |                |                    |
| ウェセックス伯 エドワード | プリンセス・ロイヤル | グロスター公 リチャード | ケント公 エドワード | マイケル王子   | アレクサンドラ王女 |

名目上国王によって特別に決定されるため、イギリス王室のメンバーに対する実際の「規則」はないが、実際にはいくつかの伝統にはほとんど常に従っている。出生時、王室のメンバーは紋章を持たないが、彼らの人生のいくつかの時点、一般には18歳で彼らは彼ら自身の紋章を与えられる。これらは常に、国王の紋章にディファレンスのための銀のレイブルを加えたものである。そのレイブルは、3または5ポイントを持つ。これは名目上新規の授与であるため、レイブルは唯一性を確実にするためにシールドにだけでなくクレストとサポーターにも適用される。事実上イングランドの紋章学ではクレストはチャージされないが、各世代ごとにますます多くのケイデンシー・マークを蓄積して、結局見分けがつかなくなっているものの、王室のクレストは常にチャージされて示される。
プリンス・オブ・ウェールズ（英国皇太子）は、白無地のレイブルを使用する。伝統的に、家族の他のメンバーは一連のストックのシンボルを使った（セイト・ジョージ・クロス、ハート、アンカー、フラ・ダ・リ、その他）、それを確実にするためにレイブルのポイントで、彼らの紋章はディファレンシングされる。ウィリアム王子とヘンリー王子のレイブルは、それぞれ1つと3つのホタテ貝の貝殻を彼らの母、ダイアナ元皇太子妃の紋章からとった。これは時折革新的とも言われているが、実際には、ディファレンスのために母方のチャージを使うことは非常に古い習慣であり、イングランドのエドワード2世とフランス王フィリップ4世の娘イザベラ・オブ・フランスの間に生まれた第2王子コーンウォール伯ジョン (John of Eltham, Earl of Cornwall, 1316～1336) の「ボーダー・オブ・フランス」 (azure seme-de-lys or) で例示される。
アージェントのレイブルは特別にロイヤル・シンボルであるとしばしば言われる、そして、王族以外のその長男は異なる色（通常赤色）のレイブルを使わなければならない。